# Det går som en dans 5
Det går som en dans 5 är ett studioalbum av det svenska dansbandet Vikingarna 1973, och bandets debutalbum. Albumet ingick i en serie med olika svenska musikartister och dansband som spelades in av skivbolaget EMI och trycktes på skivmärket Odeon. Albumet återutgavs under 2007.

## Låtlista

### Sida A
1. Flickan i hagen
2. På världens tak (Top of the World)
3. Då lever livet igen
4. Kärlekens ö (Sail Along Silvery Moon)
5. Tur i kärlek (Good Luck Charm)
6. En glad refräng (Sea Cruise)

### Sida B
1. Pappas gamla grammofon (Music! Music! Music!)
2. Du är som en sommardag (Mary's Boy Child)
3. Boo, Boo, Don't' Cha Be Blue
4. Torka bort varje tår (Brush Those Tears From Your Eyes)
5. Vad har du gjort? (What Do You Want to Make Those Eyes At Me For)
6. Sov lilla vän